# Alejandro Pérez
Alejandro Pérez, född 2 september 1989 i Aguascalientes, är en mexikansk MMA-utövare som sedan 2014 tävlar i organisationen Ultimate Fighting Championship.